# كيلي إيرنهارد ميلر
كيلي إيرنهارد ميلر (بالإنجليزية: Kelley Earnhardt Miller)‏ هي مالكة فريق ناسكار ‏ أمريكية، ولدت في 28 أغسطس 1972 في كانابوليس في الولايات المتحدة.